# Камаин
Камаин — остров в дельте реки Чулышман, образованный при впадении последней в Телецкое озеро. Крупнейший остров озера и всей республики Алтай. Площадь острова изменчива ввиду колебаний уровня воды в реке и в озере. Лежит между основным руслом и протокой Чебачья. Административно в свой состав его включает Челушманское сельское поселение (Улаганский район республики Алтай). Ближайший населённый пункт — село Балыкча, располагается в 9 километрах вверх по течению Чулышмана. Добраться до самого острова можно только по воде, хотя к противоположному берегу реки подведена дорога.
Путь из Артыбаша на катере занимает 1,5 часа.

## Климат
Среднегодовая температура достигает +7,0 °C, что близко к максимальным значениям для Западной Сибири, примерно соответствуя среднегодовой температуре лесостепной полосе Русской равнины между городами Харьков и Саратов. Переход средней суточной температуры воздуха через 0° наступает весной 25 марта, а осенью — 1 ноября. Ввиду частых тёплых фёнов (местное название — «верховка») из долины Чулышмана годовая амплитуда колебаний температуры воздуха относительно невелика (66 градусов Цельсия), что идентично годовой амплитуде в приморской Керчи, что также свидетельствует о невысоком уровне континентальности климата. Средняя температура января: −8,0 °C, июля: +18,0 °C. Среднегодовое количество осадков невелико — порядка 500 мм. Из-за частых фёнов, дующих до 150 дней в году, глубоководное Телецкое озеро замерзает редко и/или нерегулярно, помогая поддерживать относительно высокие температуры воздуха зимой. Среднегодовое количество осадков в Балыкче невелико: лишь около 400 мм в год. Большую часть года здесь преобладает сухая, солнечная и относительно тёплая погода, которая особенно благоприятна для садоводства и виноградарства. Из-за частых фёнов, дующих до 150 дней в году снега здесь мало и он быстро тает.

## Флора и фауна
Поздней осенью во время миграции на юг у берегов озера скапливается большое количество водоплавающих птиц: лебедей, гусей, уток. В начале XX века российский орнитолог Г. Э. Иоганзен, отметил присутствие здесь розового фламинго. Ихтиофауну представляют елец, окунь, щука. Из-за относительно мягкого (для Западной Сибири) умеренно континентального климата, смягчаемого водной акваторией и частыми фёнами, остров покрыт густым лиственным лесом и ягодными кустарниками. В начале XX века на острове были успешно акклиматизированы яблоня, груша, крыжовник, смородина, виноград культурный, грецкий орех, абрикос. Камаин стал оазисом сибирского садоводства, из которого садовые культуры начали распространяться по другим регионам Алтая. Содержатся лошади, коровы и овцы.

## Население
На острове проживают теленгиты и русские. Постоянное население по состоянию на 2017 год составляло 2 человека, однако оно многократно увеличивается летом за счёт притока туристов и обслуживающего персонала из России и стран СНГ. На острове и окружающих его берегах озера создана довольно разнообразная туристическая инфраструктура.

## В очерках путешественников
Российский географ и ботаник B.B. Сапожников так описывал виды на озеро, открывающиеся с острова: 
«Взгляните отсюда на север! Широкая синяя лента, серебрящаяся на солнце, сжатая крутыми великанами, уходит вдаль, и там, за синими мысами, которые врезаются в озеро с обоих берегов, теряется в туманной дымке».